# Capra (jezioro)
Lacul Capra – jezioro polodowcowe w Górach Fogaraskich stanowiących najwyższe pasmo Karpat Południowych oraz całej Rumunii. Lustro wody jeziora mające nieregularny kształt i powierzchnię 1,8 ha znajduje się na wysokości 2230 m n.p.m. Jego maksymalna głębokość wynosi 11 m. Wypływa z niego rzeka Capra będąca dopływem Ardżeszu. Poniżej Capry znajduje się mniejsze jezioro o głębokości 1,5 m. Łączy je strumień o długości 8 m.
Nad Caprą znajduje się pomnik upamiętniający wspinaczy, którzy zginęli w tym miejscu w wyniku lawiny w 1963. Od sąsiedniego jeziora Bâlea oddziela je przełęcz Caprei. Łączy je szlak turystyczny, którego pokonanie zajmuje około 45 minut. W pobliżu przebiega droga Transfogaraska.